# Авксентьева, Александра Николаевна
Алекса́ндра Никола́евна Авксе́нтьева, в замужестве Прегель (псевдоним Avxente, А. Bolotov; 1907—1984) — русская художница и график.

## Биография

### Семья

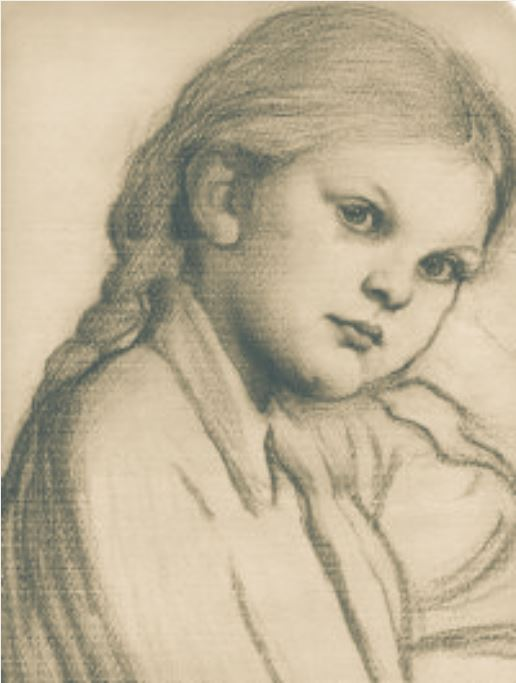
Лев Бакст. Портрет Шурочки Цетлиной (Авксентьевой). 1916. Музей русского искусства имени Марии и Михаила Цетлиных. Рамат Ган, Израиль.

Родилась 2 декабря (15 декабря по новому стилю) 1907 года в Гельсингфорсе, ныне Хельсинки, в семье члена партии эсеров Николая Дмитриевича Авксентьева (1878—1943) и доктора философии Марии Самойловны Тумаркиной (1882—1976). После развода мать в 1910 году вышла замуж за поэта и критика Михаила Осиповича Цетлина и увезла дочь в Париж. Там родился брат художницы Валентин Цетлин (1912—2007), известный ученый-психоаналитик.
Узнав о Февральской революции, семья вернулась в Россию и около года провела в Москве. После Октябрьской революции, не приняв большевистский режим, в 1919 году семья вновь эмигрировала.

### Образование
С 1919 года Александра жила в Париже, где окончила русскую гимназию. С 1921 года занималась в школе мастерской В. И. Шухаева и А. Е. Яковлева, в 1927 году окончила Национальную школу декоративных искусств, в 1928 году брала уроки у Н. С. Гончаровой. Наталья Сергеевна, старый друг семьи Цетлиных, очень любила свою ученицу, считала её талантливой и серьёзной художницей, гордилась её успехами. Будучи художницей, сама в разные годы позировала для портретов Л. С. Баксту, Д. Ривере, С. В. Чехонину, М. Ф. Ларионову и другим.

### Деятельность
Авксентьева писала натюрморты и предметные композиции, позже — портреты и сюрреалистические картины. В 1932 году впервые участвовала в групповой выставке парижских художников под псевдонимом «Avxente». В мае 1934 года, совместно с Е. С. Минаш, провела выставку в галерее Bernheim-Jeune, в июне 1938 — персональную выставку в галерее на Елисейских полях. Участвовала в выставке русского искусства в Праге (1935), парижских салонах: Независимых (1935—1939) и Осеннем (1938).
В 1937 году Александра вышла вторично замуж (в первом браке 1923 года носила фамилию Болотова) за ученого, предпринимателя и общественного деятеля Б. Ю. Прегеля, брата литератора Софии Прегель. С этого времени подписывала работы: «Александра Прегель». Участвовала в русских литературно-художественных вечерах и благотворительных акциях.
В июне 1940 года, при вступлении в Париж немецких войск, покинула город вместе с мужем, одним из организаторов антифашистского движения во Франции, и переехала в США. 30 марта 1942 года Гестапо у Александры и Бориса Прегелей конфисковало в их квартире в 16-м районе Парижа 3 000 томов по истории искусства на немецком и французском языках, книги по русской истории, а также рукопись автобиографии Николая Авксентьева Архивная копия от 29 ноября 2020 на Wayback Machine. Всего в 1947—1950 годах удалось вернуть владельцам 219 книг.
Александра Прегель продолжала заниматься живописью и провела персональные выставки в Нью-Йорке: в Новой школе социальных исследований (1943), в галереях Milch (1946, 1948, 1952), Wildenstein (1956) и в Париже — в галерее на Елисейских полях (1947). В 1944 году была принята в Национальную ассоциацию художниц США. В 1948 году её картины были представлены в экспозиции «Живопись в Соединенных Штатах» Института Карнеги в Питтсбурге, в 1956 — в Национальной академии дизайна в Нью-Йорке. Получив уже после войны каталоги и фотографии американских работ Александры Прегель, Наталья Гончарова в одном из писем похвалила свою ученицу: «Ты сделала большие успехи, и твои вещи очень красивы», отметив в её работах и «большое техническое совершенство и основательное знание, и понимание рисунка». «Все это очень хорошо», — заключала она.
Также Александра Прегель стала известна и благодаря своим великолепным Livre d’artiste Архивная копия от 29 июня 2020 на Wayback Machine, которые были сотворены художницей с 1944 по 1948 г. Часть из этих книг, созданных в единственном экземпляре, хранятся в коллекции знаменитого французского собирателя Ренэ Герра.
Александра Прегель участвовала с мужем в общественной жизни Израиля. Собрала вместе с ним ценную коллекцию произведений русского и западноевропейского искусства XX века, которая по завещанию супругов была передана в Художественный музей Тель-Авива. Представлена в Музее русского искусства имени Цетлиных в Рамат-Гане (Израиль).
Умерла 28 июня 1984 года. Похоронена на кладбище Вестчестер-Хиллз в Нью-Йорке.
Работы художницы в России — редкость. Их обладателями являются: Музей-заповедник «Абрамцево», Дом-музей Марины Цветаевой, Пензенская картинная галерея им. К. А. Савицкого, Орловский государственный литературный музей И. С. Тургенева Архивная копия от 22 апреля 2021 на Wayback Machine, Государственный мемориальный музей-заповедник Д. И. Менделеева и А. А. Блока Архивная копия от 10 августа 2021 на Wayback Machine, а также в частных московских коллекциях.
В 2019 году в Доме-музее Марины Цветаевой открылась выставка «Александра Прегель: Путь в Россию» Архивная копия от 14 августа 2020 на Wayback Machine.
В 2021 году в усадьбе «Узкое» открылась выставка «Парижские улицы Александры Прегель». Архивная копия от 20 мая 2021 на Wayback Machine
В ноябре 2019 года вышел музыкальный диск Натальи Трубецкой-Мелихан Архивная копия от 16 января 2021 на Wayback Machine, посвященный памяти Александры Прегель.